# Kristīne Kārkliņa
Kristīne Kārkliņa (Riga, 30 settembre 1983) è un'ex cestista lettone.

## Carriera
Con la Lettonia ha disputato tre edizioni dei Campionati europei (2009, 2011, 2013).